# Porucha krystalické mřížky
Poruchy krystalové mřížky jsou vady v krystalické struktuře, které mohou ovlivnit jeho vlastnosti.

## Dělení podle velikosti
Podle velikosti vady v krystalu dělíme poruchy na :
- Makroskopické
- Mikroskopické
- Submikroskopické

Jako vady krystalické mřížky se označují pouze submikroskopické.

## Submikroskopické poruchy
Rozdělují se na 3 základní skupiny:

### Bodové poruchy
- Vakance — uvnitř krystalové mřížky se objeví prázdné místo, mohlo vzniknout ozářením, kmitáním částice okolo své rovnovážné polohy
- Atomy cizích prvků uvnitř krystalové mřížky — mohou se tam dostat buď nechtěně (nečistoty) nebo záměrně = dotování nebo legování
  - substituční poloha
  - intersticiální poloha

### Čárové poruchy (dislokace)
- Hranové — část hrany vypadne, ostatní hrany se posunou na její místo
- Šroubové  — vypadne celá řada, vznikne schod

### Plošné
- Vrstevné — vznikne odstraněním části roviny atomů nebo jejím přidáním do struktury
- Maloúhlové — roviny jsou většinou uspořádány rovnoběžně, pokud roviny změní úhel, jedná se o maloúhlovou poruchu (tento úhel musí být do 15°, mluvíme o mikroskopické nebo makroskopické poruše)
- Hranice zrn
- Povrchová (vnější) - kvůli nevyrovnanému stavu působících sil na atom, vnější atomy jsou přitahování dovnitř mřížky

Objemové
- trhliny
- dutiny
- póry
- krejzy - vnitřní útvary ve tvaru disku, vzniklé protažením polymerních řetězců